# エドワード・ムーア (第5代ドロヘダ伯爵)
第5代ドロヘダ伯爵エドワード・ムーア（英語: Edward Moore, 5th Earl of Drogheda PC (Ire)、1701年 – 1758年10月28日）は、アイルランド王国の貴族、政治家。

## 生涯
ムーア子爵チャールズ・ムーア（1676年12月1日洗礼 – 1714年5月21日、第3代ドロヘダ伯爵ヘンリー・ハミルトン＝ムーアの息子）とジェーン・ロフタス（Jane Loftus、1713年没、第3代ロフタス子爵アーサー・ロフタスの娘）の次男として、1701年に生まれた。
1725年から1727年までダンリーア選挙区の代表としてアイルランド庶民院議員を務めた後、1727年5月29日に兄ヘンリーが死去したためドロヘダ伯爵の爵位を継承、同年11月28日にアイルランド貴族院議員に正式に就任した。
1748年5月27日にアイルランド枢密院の枢密顧問官に任命された。また、ミーズ県総督を務めた。
1758年10月28日、船でイングランドからダブリンに戻る途中、息子エドワード・ロフタスとともに嵐に遭い、海難死した。息子チャールズが爵位を継承した。

## 家族
1727年、サラ・ポンソンビー（Sarah Ponsonby、1711年3月27日洗礼 – 1736年1月19日 ダブリン、初代ベスバラ伯爵ブラバゾン・ポンソンビーの娘）と結婚、4男をもうけた。
- ヘンリー（1728年5月1日 – 1752年8月 トゥールーズ） - 生涯未婚
- チャールズ（1730年 – 1822年） - 第6代ドロヘダ伯爵、後に初代ドロヘダ侯爵に叙爵。子供あり
- ポンソンビー（1736年頃 – 1819年8月9日） - 1768年11月、エリザベス・ムーア（Elizabeth Moore、初代マウント・ケッシェル子爵スティーブン・ムーアの娘）と結婚。1781年4月3日、キャサリン・トレンチ（Catherine Trench、1810年没、フレデリック・トレンチの娘）と再婚、子供あり。曽孫に第9代ドロヘダ伯爵ポンソンビー・ウィリアム・ムーアがいる
- エドワード・ロフタス（1736年12月29日 – 1758年10月28日） - 父とともに溺死

1737年9月30日、ブリジット・サウスウェル（Bridget Southwell、ウィリアム・サウスウェルの娘）と再婚、2男1女をもうけた。
- ウィリアム（1742年12月11日 – 1762年）
- ロバート（1743年12月12日 – 1831年9月17日） - マーガレット・スティーブンソン（Margaret Stephenson、ジェームズ・スティーブンソンの娘）と結婚、子供あり。1799年12月13日、マリア・ジョセファ・フォルキナー（Maria Josepha Falkiner、1846年9月23日没、ダニエル・フォルキナーの娘）と再婚、子供なし
- サラ - ウィリアム・ポール（William Pole）と結婚